# مايكل برايس
مايكل برايس (بالإنجليزية: Michael Bryce)‏ هو مصمم جرافيك ومهندس معماري أسترالي، ولد في 21 يونيو 1938.